# Bruchus tristiculus
Bruchus tristiculus es una especie de escarabajo del género Bruchus, familia Chrysomelidae. Fue descrita científicamente por Fahraeus en 1839.
Habita en Europa del Sur, África del Norte, países del Cáucaso, Oriente Medio y Asia Central.